# Bulbonaricus davaoensis
Bulbonaricus davaoensis är en fiskart som först beskrevs av Earl Stannard Herald 1953.  Bulbonaricus davaoensis ingår i släktet Bulbonaricus och familjen kantnålsfiskar. Inga underarter finns listade.